# St. Josef (Vöhrum)

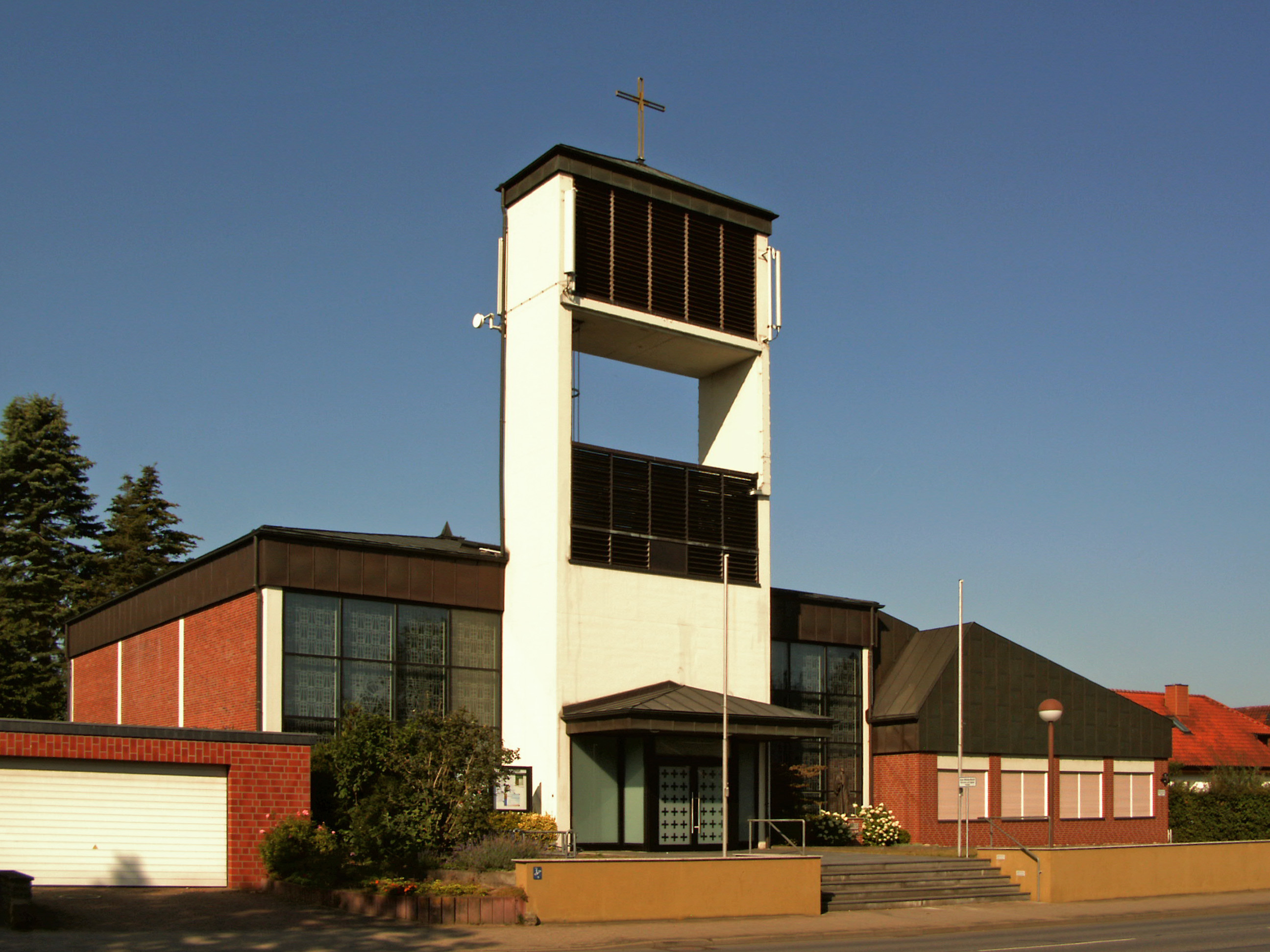
St.-Josef-Kirche

Die Kirche Sankt Josef ist die katholische Kirche in Vöhrum, einem Stadtteil der Kreisstadt Peine in Niedersachsen. Sie gehört zur Pfarrgemeinde „Zu den heiligen Engeln“ mit Sitz in Peine, im Dekanat Braunschweig des Bistums Hildesheim. Die nach dem heiligen Josef von Nazaret benannte Kirche befindet sich in der Burgdorfer Straße 7.

## Geschichte

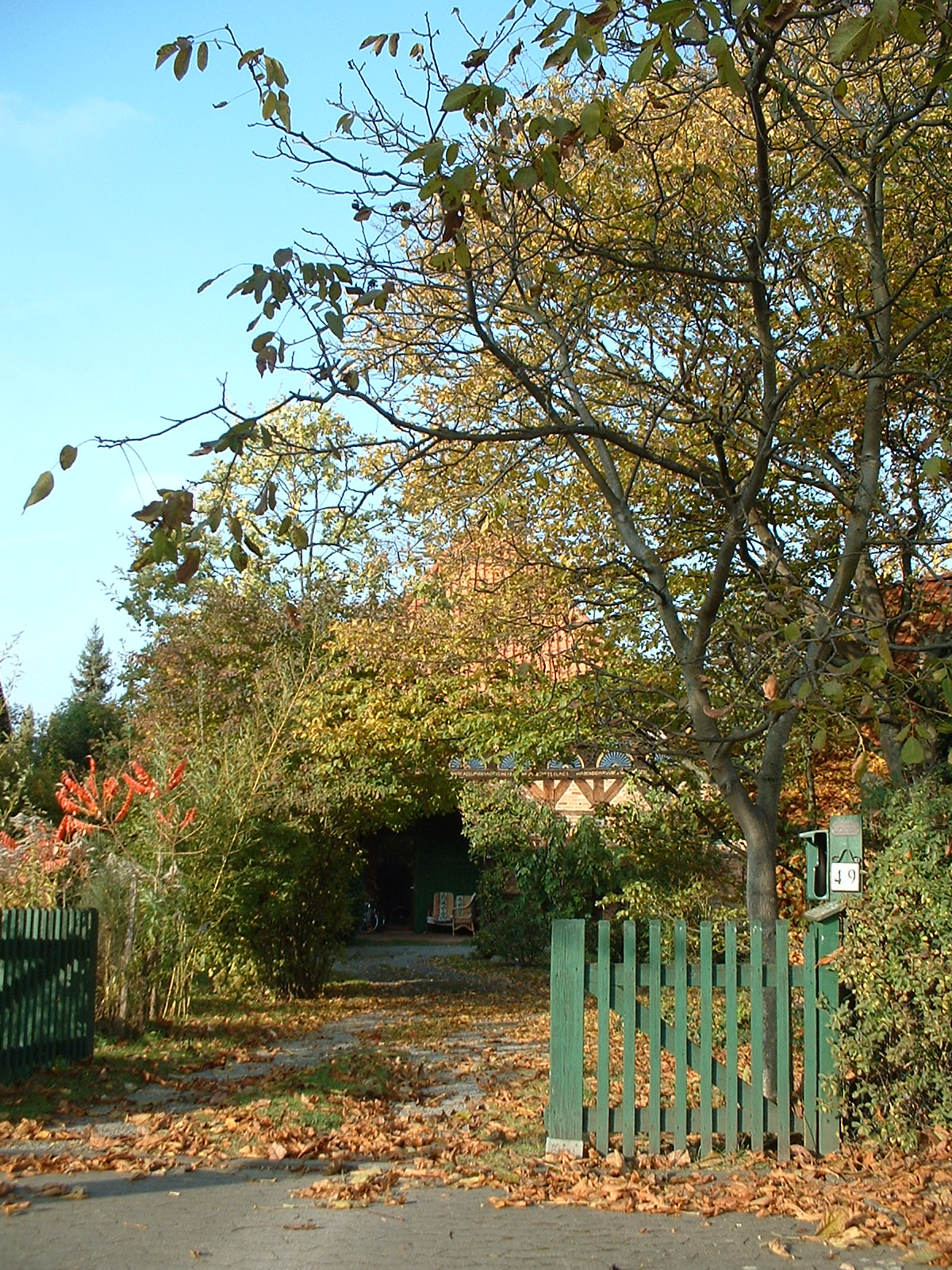
Haus, in dem sich die Notkapelle befand

1370 wurde erstmals eine Kirche in Vöhrum urkundlich erwähnt. Im 16. Jahrhundert wurde in Vöhrum die Reformation eingeführt, und die Einwohner und die Vöhrumer Kirche wurden evangelisch-lutherisch. 1543 nahm der damals in Vöhrum amtierende Geistliche den lutherischen Glauben an.
In Folge des Zweiten Weltkriegs vergrößerte sich die Zahl der Katholiken um Peine durch den Zuzug von Flüchtlingen und Heimatvertriebenen aus den Ostgebieten des Deutschen Reiches so stark, dass sich in Vöhrum eine katholische Kirchengemeinde bildete. Zunächst gehörten die Katholiken in Vöhrum zur Kirchengemeinde in Peine. Bereits ab 1946 wurden in Vöhrum katholische Kirchenbücher geführt. Ende 1947 wurde Vöhrum Sitz einer neugegründeten Pfarrvikarie, ihre Gottesdienste fanden zunächst in der evangelischen Kirche statt. Erster Priester war Johannes Nögel.
Am 31. Oktober 1948 erfolgte in Vöhrum durch Bischof Joseph Godehard Machens die Benediktion einer katholischen Notkapelle an der Kirchvorderner Straße, bereits unter dem Patrozinium des heiligen Josef, dem Schutzpatron der Arbeiter. Die Notkapelle war in einem 1668 erbauten Fachwerkhaus eines Bauernhofes, des „Aselmann’schen Hofes“, eingerichtet worden. (Lage)
Da die Bausubstanz der Notkapelle nicht mehr ausreichend war, wurde die heutige Kirche erbaut. Am 14. Juni 1959 erfolgte durch den damaligen Vöhrumer Pastor Thomas Meuffels der erste Spatenstich, am 6. Oktober des gleichen Jahres konnte das Richtfest gefeiert werden. Am 1. April 1960 wurde in Vöhrum eine katholische Kirchengemeinde eingerichtet. Am 30. April und 1. Mai 1960 wurde die Kirche durch Weihbischof Heinrich Pachowiak eingeweiht. Damals gehörten neben Vöhrum auch die Ortschaften Eixe, Hämelerwald, Röhrse und Sievershausen zum Einzugsgebiet der Kirche.
Noch um 1990 war St. Josef eine selbstständige Kirchengemeinde und verfügte über einen eigenen Pfarrer. Damals gehörte auch die 1962 erbaute Kirche Heilige Dreifaltigkeit in Hämelerwald als Filialkirche zur Vöhrumer Kirchengemeinde.
Seit dem 1. November 2006 gehört die Kirche zur Pfarrgemeinde „Zu den heiligen Engeln“ in Peine, die selbstständige Pfarrgemeinde „St. Josef“ in Vöhrum wurde in diesem Zusammenhang aufgehoben. Bereits in den letzten Jahren vor der Zusammenlegung war die Kirche von Peine aus seelsorglich mitbetreut worden. Ebenfalls seit dem 1. November 2006 gehört die Kirche zum Dekanat Braunschweig. Zuvor gehörte sie zum Dekanat Peine, das zu diesem Zeitpunkt aufgelöst wurde.

## Architektur und Ausstattung
Die in rund 66 Meter Höhe über dem Meeresspiegel gelegene Kirche wurde nach Plänen des Paderborner Architekten Lipsmeier erbaut. Ihr Eingangsturm wird von einem Kreuz gekrönt. Den heiligen Josef, den Schutzpatron der Kirche, zeigt eine Bronzestatue vor der Kirche. Auch auf den Fenstern an der Straßenseite ist er dargestellt. Einmal mit Stahlkochern, da damals die Stahlindustrie der führende Wirtschaftszweig in Peine war. Das Buntglasfenster hinter dem Altar zeigt das Himmlische Jerusalem. Zur Ausstattung der Kirche gehört auch eine steinerne Marienstatue, vor der Opferkerzen aufgestellt werden können.